# Charles Catteau
Pour les articles homonymes, voir Catteau.
Charles Catteau, né le 26 janvier 1880 à Douai et mort le 20 octobre 1966 à Nice, est un céramiste et peintre franco-belge.

## Biographie
Charles Crépin Nicolas Catteau est né le 26 janvier 1880 à Douai d'un père belge et d'une mère française. Après une formation d'ingénieur céramiste à la manufacture nationale de Sèvres - qui deviendra l'École nationale supérieure de céramique industrielle - où il travaille deux ans, il part en 1904 en Allemagne, à la manufacture de porcelaine de Nymphenburg à côté de Munich.
Il y est débauché par Boch Frères qui cherchait alors à renouveler la production de sa manufacture Boch-Kéramis à La Louvière (Belgique). Il prend en charge en 1907, la direction de l'atelier décoration dont il restera le responsable jusqu'à sa retraite en 1946. Travaillant toutes les matières, s'essayant à tous les genres (japonais, africain, figuratif, cubiste …). En 1908, il fonde le cercle artistique Les Amis de l'Art à La Louvière.
Charles Catteau connaîtra le succès, avec une reconnaissance internationale lors de l'exposition internationale des arts décoratifs et  industriels modernes de Paris en 1925, obtenant un Grand Prix. En 1929, il expose au Salon des artistes français les toiles Porte de Bourgogne et Aux bords du Loing. Il laissera de nombreux vases dont des grès réputés, avec des motifs stylisés tirés de la faune et de la flore.
Après la Seconde Guerre mondiale, Charles Catteau s'est retiré à Nice sur la Côte d'Azur.

## Œuvre
Il est arrivé à une époque où l'art commençait à être perçu comme un moyen de vendre plus de production et où les progrès technologiques permettaient une reproduction et une standardisation des objets. Ce qui fait que Catteau est parfois plus considéré comme un designer céramiste que comme un artiste.
Formé pendant la période de l'Art nouveau, il est sensible à l'idée que l'art doit être accessible à tous et à embellir la vie quotidienne, chose que lui permet l'industrialisation des années 1920 et 1930. Il est l'un des grands designers de l'Art Déco, tout au moins un des plus grands céramistes de ce style. Il en fera la promotion à l'école industrielle supérieure de Louvière où il enseigne et également en tant que président du Cercle des Amis de l'art qu'il avait créé.
Il forma la plupart des décorateurs qui travaillèrent dans les verreries de la région du Centre: Paul Bernard, Henri Heemskerk, Paul Heller, Robert Hofman et Léon Mairesse.
Tombé quelque peu dans l'oubli après guerre, son œuvre a été redécouverte depuis et la publication au début des années 2000 d'un catalogue, référençant toute sa production, a relancé l'intérêt pour cet artiste et les prix de vente de ses vases.
Ses œuvres sont présentes dans les collections d'une série de musées : le Musée Keramis à La Louvière, les Musées royaux d'Art et d'Histoire de Bruxelles, Musée du Verre de Charleroi et aux États-Unis (Speed Art museum à Louisville, Museum of Fine Arts de Boston et Met à New York).

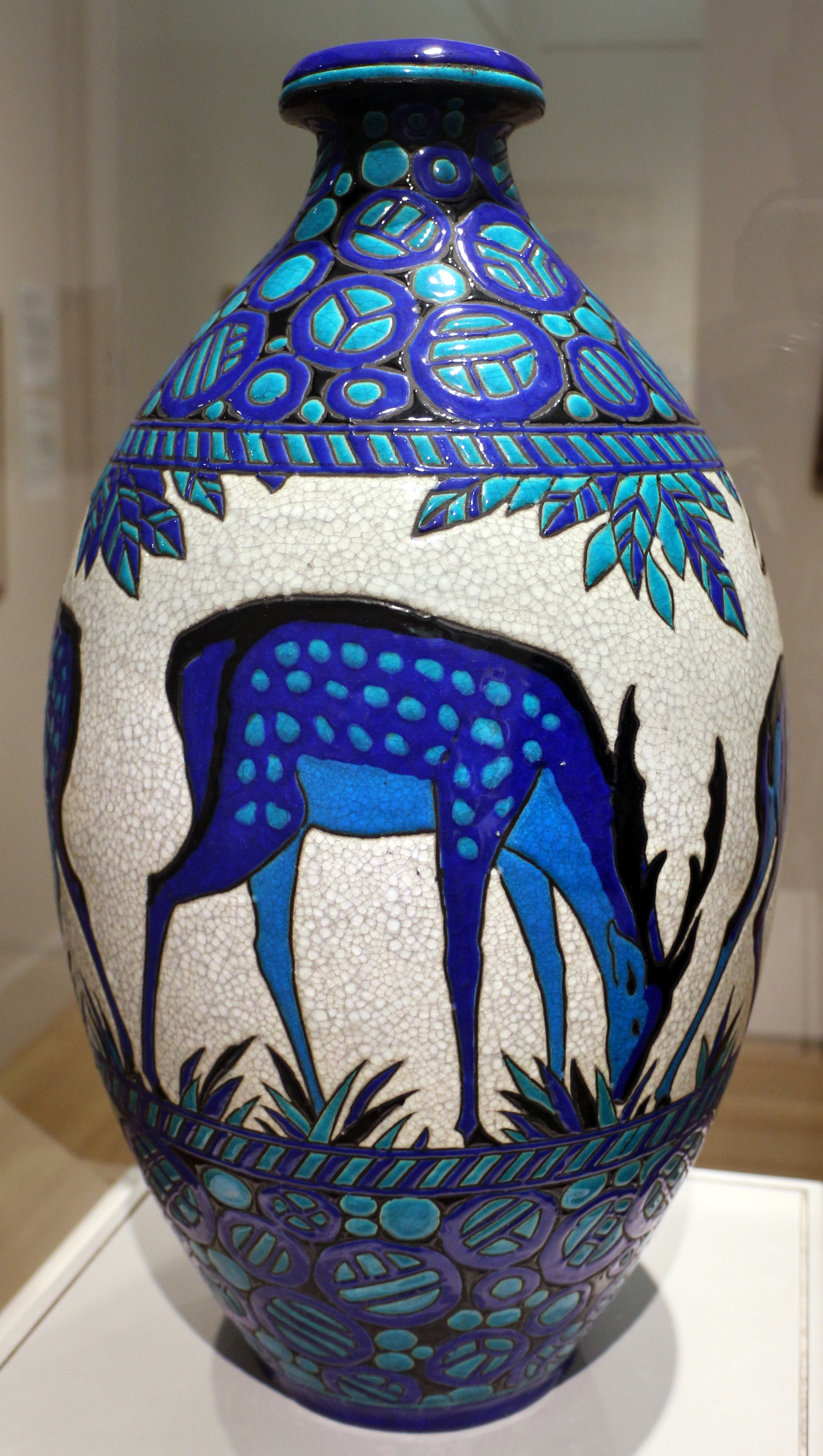
Vase Keramis, vers 1924, Speed Art Museum, Louisville (Kentucky)
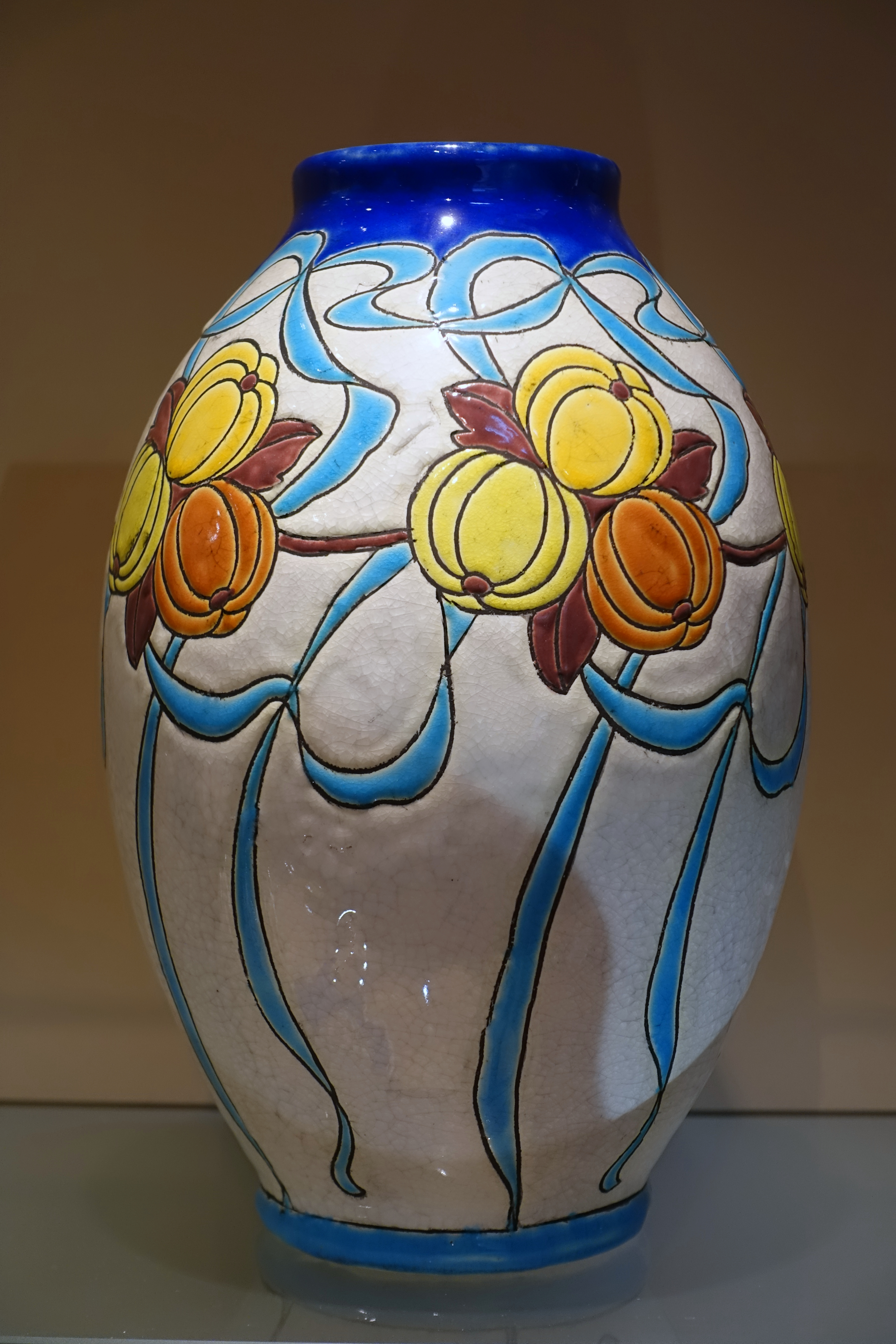
Vase Keramis, Musée Art et Histoire au parc du Cinquantenaire de Bruxelles
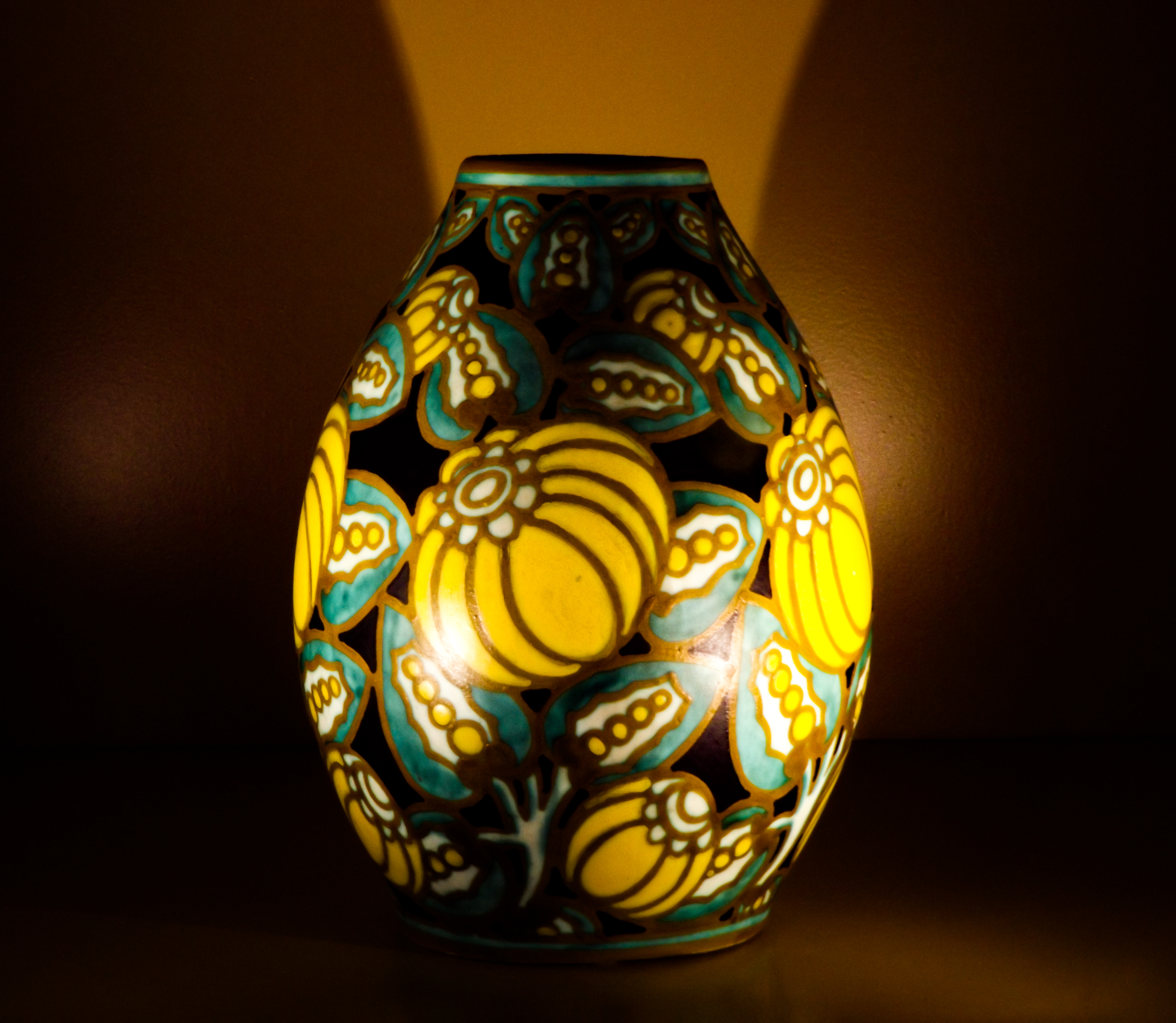
Vase Keramis, 1927, Musée Art et Histoire de Bruxelles
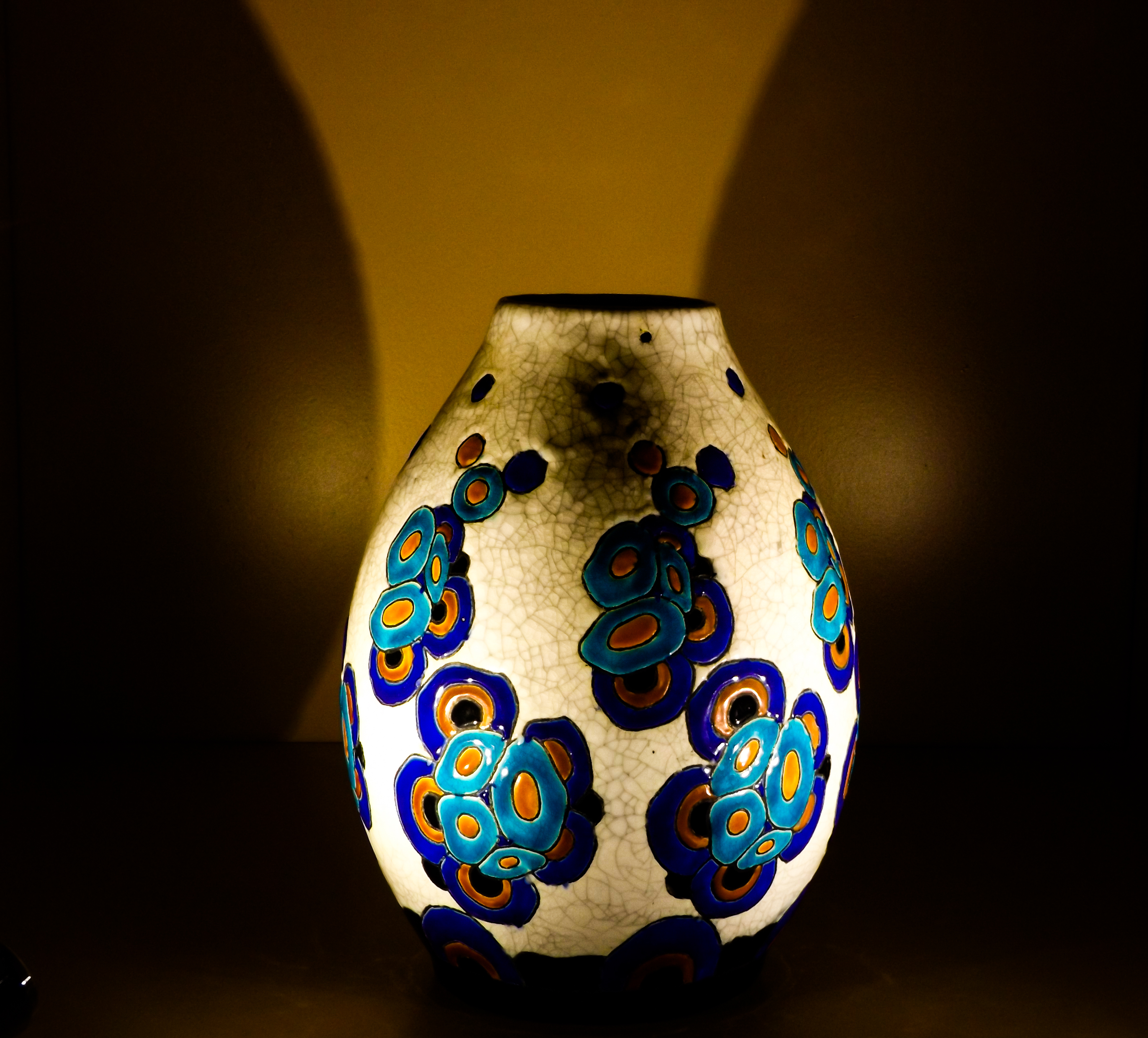
Vase Keramis, 1924, Musée Art et Histoire de Bruxelles